# Rhabdatomis extensa
Rhabdatomis extensa är en fjärilsart som beskrevs av William D. Field 1965. Rhabdatomis extensa ingår i släktet Rhabdatomis och familjen björnspinnare. Inga underarter finns listade.